# Chrysomyrousa
Chrysomyrousa (griechisch Χρυσομυρούσα; auch Παναγίας Χρυσομυρούσας, deutsch Panagia Chrysomyroussa) ist eine Kapelle in der Gemeinde Potamitissa im Bezirk Limassol auf Zypern.

## Beschreibung
Die Kapelle von Chrysomirousa wurde 1971–1972 auf den Ruinen der älteren Kirche von Agios Georgios errichtet. Sie ist der Mariä Himmelfahrt gewidmet, die jedes Jahr am 15. August stattfindet. Diese kleine Kapelle liegt einen Kilometer vom Dorf Potamitissa entfernt, versteckt in den Oliven- und Pinienbäumen. In der Nähe der Kapelle befindet sich seit einigen Jahren das Lager der Katecheten von Potamitissa. Es wurde am 17. August 1980 renoviert und auch der Mariä Himmelfahrt geweiht.
In der Kapelle befindet sich die Ikone der Panagia Chrysomyrousa. Das Bild wurde von den alten Bewohnern eines kleinen zerstörten Dorfes aufgenommen. Dieses Dorf befand sich dort, wo die Kapelle gebaut wurde. Es hatte zwei Kirchen, Timios Stavros und Agios Georgios, wo die Kapelle von Chrysomyrousa auf den Ruinen der zweiten errichtet wurde. Von diesen beiden Kirchen war die einzige Ikone, die gerettet wurde, die von Theomitoros. Deshalb nahm sie den Namen Chrysomyrousa der göttlichen Ikone an, obwohl die Kapelle auf den Ruinen der Kirche von Agios Georgios errichtet wurde. Die einzige Interpretation, die für den Namen des Bildes „Goldener Duft“ gegeben wird, stammt von der goldenen Myrrhe. Es wird angenommen, dass es einst Myrrhe verströmte. Und um dieses göttliche Ereignis nicht zu vergessen, schrieben die damaligen Christen das heilige Wort Chrysomyrousa auf die Ikone.